# Illiesonemoura atripes
Illiesonemoura atripes är en bäcksländeart som först beskrevs av Aubert 1959.  Illiesonemoura atripes ingår i släktet Illiesonemoura och familjen kryssbäcksländor. Inga underarter finns listade i Catalogue of Life.